# 拉馬 (新墨西哥州)
拉馬（英語：Ramah）是位於美國新墨西哥州麥金萊縣的普查規定居民點。

## 人口
根據2020年美國人口普查的數據，拉馬的面積為31.77平方千米，皆為陸地。當地共有人口461人，而人口密度為每平方千米14.51人。